# Norgesmesterskabet i boksning 1929
Norgesmesterskabet i boksning 1929 blev arrangeret 23-24. marts af Bergen Boksekrets i Bergens Turnforenings store sal.

## Medaljevindere
Kongepokalen blev vundet i vægtklassen weltervægt af Olav Frønsdahl.

### Herrer
| Vægtklasse: | Guld:                  | Sølv:                         | Bronze:                    |
| Fluevægt    | Sigurd Larsen, Fagf.   | Reidar Haugen, Fagf.          |                            |
| Bantam      | Olav Nilsen, Fagf.     | Ole Røisland, SIF             | Malvin Ellingsen, BAK      |
| Fjervægt    | Odd Nøstdal, BAK       | Ingvald Bjerke, OAK           | Rolf Normann, BAK          |
| Letvægt     | Anthon Pedersen, BAK   | Ottar Larsen, OAK             | Hans Nybø, BAK             |
| Weltervægt  | Olav Frønsdahl, BAK    | Felix Dobbertin, Torshaug     |                            |
| Mellemvægt  | Trygve Jansen, BAK     | Olav Lund, Viking (Stavanger) | Karl August Pettersen, HAK |
| Letsværvægt | Frithjof Askevold, BAK | Harald Aasland, SIF           |                            |
| Sværvægt    | Eyvind Askevold, BAK   | Lars Moldekleiv, BAK          |                            |